# Landtagswahlkreis Lauenburg-Mitte
Der Landtagswahlkreis Lauenburg-Mitte (Wahlkreis 39) war ein Landtagswahlkreis in Schleswig-Holstein. Er umfasste vom Kreis Herzogtum Lauenburg die Stadt Schwarzenbek, die Gemeinde Wentorf bei Hamburg, die Ämter Breitenfelde, Büchen und Schwarzenbek-Land sowie vom Amt Hohe Elbgeest die Gemeinden Aumühle und Wohltorf und vom Amt Lauenburgische Seen die Gemeinden Brunsmark, Hollenbek, Horst, Klein Zecher, Salem, Seedorf und Sterley.
Der Wahlkreis Lauenburg-Mitte wurde zur Landtagswahl 1992 neu eingerichtet, zur Landtagswahl 2012 wird er aber wieder aufgelöst. 1992 (Claudia Preuß-Boehart) und 2000 (Wolfgang Fuß) gewann die SPD den Wahlkreis, 1996, 2005 und 2009 (Klaus Schlie) die CDU.

## Landtagswahl 2009
| Direktkandidat     | Partei     | Erststimmen in % | Zweitstimmen in % |
| ------------------ | ---------- | ---------------- | ----------------- |
| Klaus Schlie       | CDU        | 40,3             | 34,3              |
| Josefin Francke    | SPD        | 29,1             | 24,0              |
| Susanne Itzerott   | FDP        | 11,3             | 16,1              |
| Martina Haardt     | GRÜNE      | 11,3             | 12,9              |
| -                  | SSW        | -                | 1,2               |
| Ellen Streitbörger | DIE LINKE. | 5,8              | 5,9               |
| -                  | PIRATEN    | -                | 1,4               |
| -                  | NPD        | -                | 1,2               |
| Wolfgang Fuß       | FW-SH      | 2,2              | 1,4               |
| -                  | RENTNER    | -                | 0,5               |
| -                  | FAMILIE    | -                | 0,9               |
| -                  | RRP        | -                | 0,2               |
| -                  | IPD        | -                | 0,1               |